# برينت كارفر
برينت كارفر هو ممثل كندي، ولد في 17 نوفمبر 1951 في كندا. من الجوائز التي نالها جائزة المسرح العالمي سنة 1993 وجائزة توني عن فئة أفضل ممثل في مسرحية موسيقية ‏ سنة 1993 وجائزة دورا مافور مور ‏.

## جوائز وترشيحات
جوائز
- جائزة المسرح العالمي (1993)
- جائزة توني عن فئة أفضل ممثل في مسرحية موسيقية [الإنجليزية]‏ (1993)
- جائزة دورا مافور مور [الإنجليزية]‏

ترشيحات
- جائزة توني عن فئة أفضل ممثل في مسرحية موسيقية [الإنجليزية]‏ (1999)

## وصلات خارجية
- برينت كارفر على موقع IMDb (الإنجليزية)
- برينت كارفر على موقع ميوزك برينز (الإنجليزية)
- برينت كارفر على موقع قاعدة بيانات برودواي على الإنترنت (الإنجليزية)
- برينت كارفر على موقع قاعدة بيانات الفيلم (الإنجليزية)